# Pangasius mekongensis
Pangasius mekongensis is een straalvinnige vissensoort uit de familie van reuzenmeervallen (Pangasiidae). De wetenschappelijke naam van de soort is voor het eerst geldig gepubliceerd in 2003 door Gustiano, Teugels & Pouyaud.